# Stazione di Premosello-Chiovenda
La stazione di Premosello-Chiovenda è una stazione ferroviaria situata nell'omonimo comune in Piemonte.

## Storia

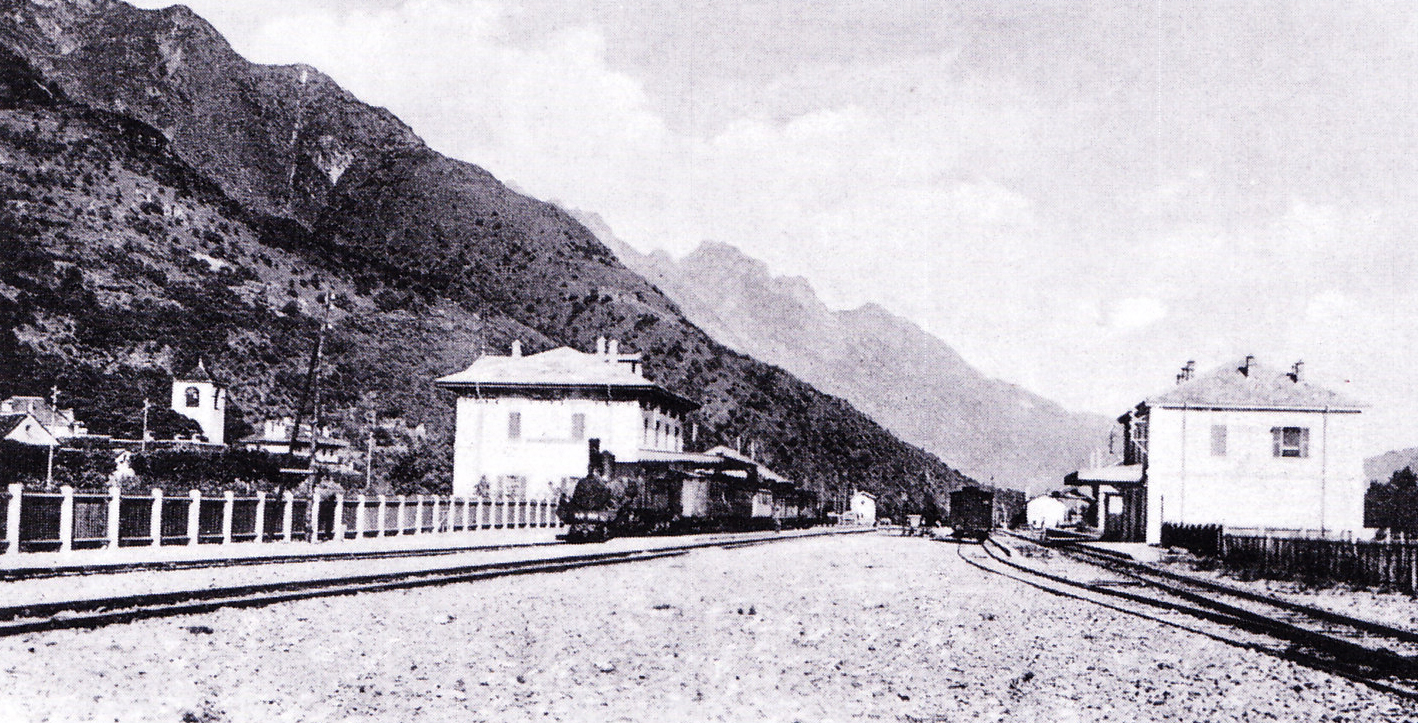
Le due stazioni di Premosello nel 1905

La stazione entrò in servizio il 9 settembre 1888, con l'attivazione della tratta ferroviaria da Gozzano a Domodossola (oggi parte della linea Domodossola-Novara).
Il 16 gennaio 1905 venne attivata la linea internazionale del Sempione, che correva parallela alla precedente, e sulla quale venne realizzata una seconda stazione, posta dirimpetto a quella esistente. Si ebbe così la particolarità di due piazzali affiancati, ognuno con un proprio fabbricato viaggiatori, analogamente alle stazioni limitrofe di Cuzzago e di Vogogna Ossola.
Negli anni trenta del XX secolo i due impianti vennero unificati, realizzando un grande piazzale binari comune a entrambe le linee; il fabbricato viaggiatori della linea per Novara fu abbattuto, e quello della linea del Sempione ampliato fino alle dimensioni attuali. I lavori vennero portati a termine nel 1939.

## Strutture e impianti

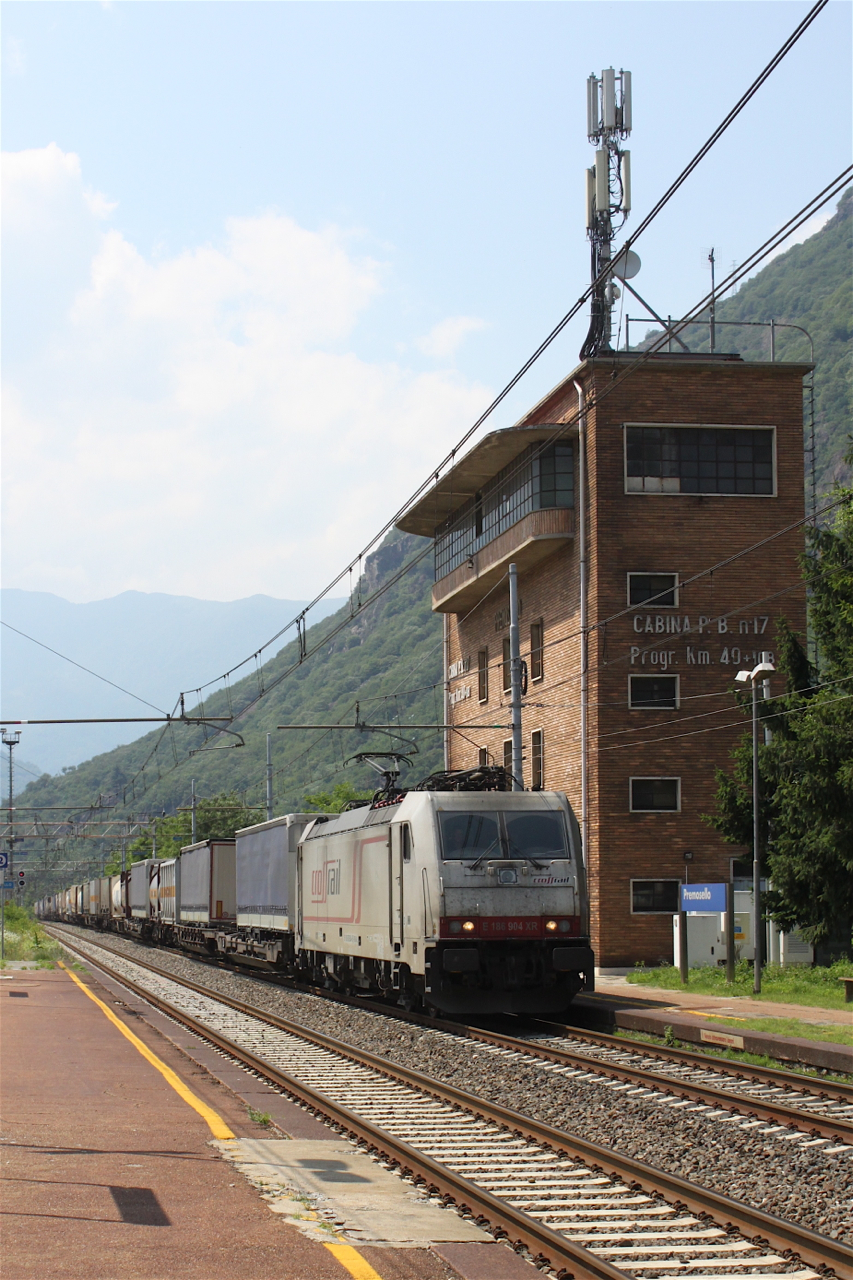
La cabina B, edificio in stile razionalista, ancora oggi utilizzata per il controllo del traffico, insieme all'ufficio movimento della stazione

La gestione degli impianti è affidata a Rete Ferroviaria Italiana controllata del gruppo Ferrovie dello Stato.
La stazione risulta presenziata dalla figura professionale del dirigente posto comando che controlla in remoto il bivio Valle, oltre a regolare il traffico della stazione.
L'impianto conta 7 binari, i primi 2 sono quelli di corretto tracciato della linea Milano-Domodossola, il binario 3 è il binario di precedenza per la linea Milano-Domodossola, i binari 4 e 5 sono privi di marciapiede e servono per effettuare incroci e precedenze. Il binario 6 è il corretto tracciato della Novara-Domodossola, mentre il binario 7 è il binario di precedenza della linea Novara-Domodossola ed è inutilizzato.
È presente uno scalo merci dotato di un fascio di binari tronchi, ormai quasi tutti completamente sepolti e dunque inutilizzabili. Quelli ancora fruibili vengono usati come ricovero per i mezzi di manutenzione di RFI: su uno di questi è presente una motrice, in stato di degrado e quasi completamente ricoperta di sterpaglie, che prestò servizio presso la ferriera Pietra di Omegna. Lo scalo è dotato anche di un fabbricato merci con piano caricatore. Il servizio, tuttavia, è cessato da anni.
Il fabbricato viaggiatori si compone su due piani; solo il piano terra è fruibile da parte dell'utenza in quanto è presente una sala d'aspetto dotata di biglietteria automatica.
Lato Domodossola si trova la Cabina B, un edificio in stile razionalista ancora utilizzato per la gestione del traffico.

## Movimento
Lo scalo è interessato da servizi regionali operati da Trenitalia e Trenord, nell'ambito del contratto di servizio stipulato rispettivamente con le regioni Piemonte e Lombardia.

## Servizi
La stazione è gestita da Rete Ferroviaria Italiana, che ai fini commerciali la classifica in categoria Silver.
Dispone dei seguenti servizi:
- Biglietteria automatica
- Sala d'attesa
- Servizi igienici

Le tre banchine a servizio dei binari 1, 2 e 3, 6 e 7, sono collegate tra loro da un sottopassaggio.

## Interscambi
- Fermata autobus

Nelle immediate vicinanze dell'impianto è presente una fermata automobilistica extraurbana, della relazione Verbania - Domodossola, gestita dall'azienda V.C.O. Trasporti.